# Vila (Andorra)
Vila é uma localidade de Andorra, situada na paróquia de Encamp. Situada a 1.328 metros de altitude, sua população em 2015 foi estimada em 1.062 habitantes.
Em Vila está localizada a Igreja de São Romão, que conserva o Frontal de Altar, única pintura românica do século XIII em madeira de Andorra preservada integralmente com suas três faces originais. 